# Sulinowo
Sulinowo – wieś w Polsce, położona w województwie kujawsko-pomorskim, w powiecie żnińskim, w gminie Żnin.
| SIMC    | Nazwa            | Rodzaj    |
| ------- | ---------------- | --------- |
| 0100894 | Bekanówka        | kolonia   |
| 1037287 | Huby Sulinowskie | część wsi |

Wieś klucza żnińskiego arcybiskupstwa gnieźnieńskiego, położona była w XVII wieku w powiecie kcyńskim województwa kaliskiego. W latach 1975–1998 miejscowość administracyjnie należała do województwa bydgoskiego. Według Narodowego Spisu Powszechnego (III 2011 r.) liczyła 244 mieszkańców. Jest piętnastą co do wielkości miejscowością gminy Żnin.